# Klaus Wolf (Geograph)
Klaus Wolf (* 13. Dezember 1938 in Gießen; † 4. Juni 2014 in Frankfurt am Main) war ein deutscher Geograph und Professor an der Goethe-Universität in Frankfurt am Main.

## Leben
Nach seinem Abitur am altsprachlichen Gymnasium in Bensheim studierte Wolf Philologie mit den Fächern Latein, Geographie und Politische Wissenschaften an den Universitäten Heidelberg, Freiburg, München und Frankfurt. Das Studium schloss er 1963 mit dem Staatsexamen für das höhere Lehramt (Latein, Geographie und Politische Wissenschaften) und der Promotion im Fach Geographie ab. Als Assistent von Anneliese Krenzlin habilitierte sich Wolf 1970 in Frankfurt am Main mit einer Arbeit zum Thema "Geschäftszentren. Nutzung und Intensität als Maß städtischer Größenordnung. Ein empirisch-methodischer Vergleich von 15 Städten der Bundesrepublik Deutschland".
Im Anschluss an die Habilitation vertrat Wolf zunächst einen Lehrstuhl für Kulturgeographie an der Universität Bonn, bevor er noch im selben Jahr einen Ruf an die Universität Erlangen annahm. 1972 folgte der Ruf auf den Lehrstuhl für Kulturgeographie an der Goethe-Universität in Frankfurt am Main. Diesen hatte Wolf bis zu seiner Emeritierung 2004 inne.

## Wissenschaftliche Arbeiten
Der Schwerpunkt der wissenschaftlichen Arbeit von Wolf lag zunächst in der geographischen Stadt- und Siedlungsforschung. Ab Mitte der 1980er Jahre gehörte Wolf zu den ersten Geographen, die sich mit der Geographie der Freizeit und des Tourismus intensiv auseinandersetzten. Neben dem zusammen mit Peter Jurczek verfassten Lehrbuch „Geographie der Freizeit und des Tourismus“ aus dem Jahr 1986 zeugen zahlreiche Untersuchungen und Studien von diesem Forschungsschwerpunkt Wolfs.
Am „Handwörterbuch der Raumordnung“ (1995) wirkte Wolf konzeptionell sowie mit eigenen Beiträgen mit, bei dessen Neuauflage 2005 steuerte er weitere Artikel bei. Im „Lexikon der Geographie“ (2002) verfasste Wolf sämtliche Artikel zu Raumplanung, Raumordnung und Regionalpolitik. Am 1998 erschienenen Handbuch „Methoden und Instrumente räumlicher Planung“ erstellte Wolf zusammen mit Ernst-Hasso Ritter die Konzeption und lieferte eigene Textbeiträge.
Darüber hinaus wirkte Wolf am „Nationalatlas Bundesrepublik Deutschland“ konzeptionell sowie mit eigenen Beiträgen mit.
Neben der Stadtgeographie und der Raumplanung lag über die gesamte Zeit seines Schaffens ein Schwerpunkt auf der Erforschung des Frankfurter Raumes. Wolf führte die Arbeit der 1925 begonnenen Abteilung „Rhein-Mainische Forschung“ des Geographischen Instituts fort. Dies zeigt sich in der Themenwahl seiner Dissertation, seiner Habilitationsschrift, sowie zahlreicher weiterer Arbeiten bis hin zur Veröffentlichung des „Regionalatlas Rhein-Main“ im Jahr 2000, der in zahlreichen weiteren Regionalatlanten verschiedener Regionen Deutschlands Nachahmer fand.
Insgesamt war Wolfs Arbeit stark davon geprägt, kein Wissen für den akademischen Elfenbeinturm zu schaffen, sondern seine Arbeiten zeichneten sich im Gegenteil stets durch eine hohe gesellschaftliche Relevanz und einen klaren Anwendungsbezug aus: Dies galt auch für das von ihm geleitete Institut für Kulturgeographie, Stadt- und Regionalforschung (KSR) an der Frankfurter Universität (später im Institut für Humangeographie aufgegangen), das auch in der Politikberatung tätig war.

## Mitgliedschaften, Funktionen und Ehrenämter
Neben seiner Professur war Wolf in zahlreichen Institutionen tätig: So wurde er 1979 in den Zentralausschuss für deutsche Landeskunde aufgenommen, war von 1992 bis 1996 dessen Vorsitzender und engagierte sich für seine Umstrukturierung zur Deutschen Akademie für Landeskunde. Dieser stand er von 1997 bis 2002 als zweiter Vorsitzender zur Verfügung. Ab 2007 war Wolf stellvertretender Direktor des Instituts für Wirtschaft, Arbeit und Kultur.
1984 wurde Wolf zum Korrespondierenden Mitglied der Akademie für Raumforschung und Landesplanung (ARL) in Hannover berufen, 1990 folgte die Wahl zum Ordentlichen Mitglied. In der Akademie hatte er zunächst den stellvertretenden Vorsitz, später den Vorsitz der Landesarbeitsgemeinschaft Hessen/Rheinland-Pfalz/Saarland inne. Er wirkte in mehreren Arbeitskreisen der ARL mit, z. B. zu den Themen "Theoretische Grundlagen der Raumentwicklung" und dem "Europäischen Raumentwicklungskonzept". Von 1993 bis 1995 ist er zunächst Vorsitzender des wissenschaftlichen Rates der ARL, von 1995 bis 1996 sowie von 1999 bis 2000 Vizepräsident der ARL und in den Jahren 1997 und 1998 deren Präsident.
Ab 2003 war Wolf zudem stellvertretender Vorsitzender des Instituts für ländliche Strukturforschung an der Goethe-Universität in Frankfurt.
Darüber hinaus war Wolf Mitglied zahlreicher Beiräte, z. B. der Bundesforschungsanstalt für Landeskunde und Raumordnung (heute Bundesamt für Bauwesen und Raumordnung), Bonn (1988–1991), des Leibniz-Instituts für Länderkunde, Leipzig (1995–1997), des Beirats für historische Landeskunde des Hessischen Ministeriums für Wissenschaft und Kunst (2001–2014) sowie von 2002–2003 der „Metropolitana FrankfurtRheinMain“.

## Christel und Klaus Wolf-Stiftung
Im Sommer 2016 ist die "Christel und Klaus Wolf-Stiftung" mit Sitz in Bad Homburg errichtet worden. Nach §2 der Stiftungssatzung ist Zweck der Stiftung "die Förderung der Zusammenarbeit zwischen Wissenschaft und Praxis sowie des wissenschaftlichen Nachwuchses im Rahmen der Aufgaben der "Akademie für Raumforschung und Landesplanung(ARL) – Leibniz-Forum für Raumwissenschaften". Nach §3 der Stiftungssatzung wird der Stiftungszweck insbesondere verwirklicht durch
- Veranstaltungen über Fragen von Wissenschaft und Praxis auf den Gebieten der Raumentwicklung und räumlichen Planung
- Verleihung von Preisen als Anerkennung für besondere wissenschaftlichen Leistungen bzw. besondere Verdienste um die "Akademie für Raumforschung und Landesplanung(ARL) – Leibniz-Forum für Raumwissenschaften, Hannover

## Werke (Auswahl)
- Die Konzentration von Versorgungsfunktionen in Frankfurt am Main. Ein Beitrag zum Problem funktionaler Abhängigkeit in Verstädterungsregionen. (= Rhein-Mainische Forschungen. H. 55). Dissertation. Frankfurt am Main 1964.
- Geschäftszentren. Nutzung und Intensität als Maß städtischer Größenordnung. Ein empirisch‐methodischer Vergleich von 15 Städten der Bundesrepublik Deutschland. (= Rhein-Mainische Forschungen. H. 72). Habilitationsschrift. Frankfurt am Main 1971.
- mit Peter Jurczek, Peter Roth und Jens Schulze: Struktur und Entwicklung von Freizeit und Fremdenverkehr im Odenwaldkreis. (= Materialien des Instituts für Kulturgeographie, Stadt- und Regionalforschung. Bd. 1). Frankfurt am Main 1974.
- Aktionsräumliches Freizeitverhalten Jugendlicher am Frankfurter Stadtrand, erläutert am Beispiel Frankfurt-Sossenheim. Ergebnisse einer studentischen Projektgruppe. (= Materialien des Instituts für Kulturgeographie, Stadt- und Regionalforschung. Bd. 9). Frankfurt am Main 1984.
- mit Peter Jurczek: Geographie der Freizeit und des Tourismus. Stuttgart 1986.
- mit Ulrike Lilienbecker-Hecht u. a.: Evaluierung einer wasserbezogenen Freizeiteinrichtung im großstädtischen Verdichtungsraum am Beispiel des Schultheis-Weihers in Offenbach am Main. und Strukturanalyse des Fremdenverkehrs in Oberammergau. (= Materialien des Instituts für Kulturgeographie, Stadt- und Regionalforschung. Bd. 20). Frankfurt am Main 1999, ISBN 3-923218-13-3.
- mit Franz Schymik, Christian Langhagen-Rohrbach und Elke Alban: Regionalatlas Rhein‐Main. Natur – Gesellschaft – Wirtschaft. (= Rhein-Mainische Forschungen. H. 120). Frankfurt am Main 2000.
- mit Claudia Maria Scholz und Christian Rohrbach: Der Langener Waldsee : Struktur und Potential einer Freizeiteinrichtung (= Materialien des Instituts für Kulturgeographie, Stadt- und Regionalforschung. Bd. 30). Frankfurt am Main 2000.
- mit Christian Langhagen-Rohrbach: Regionale Freizeiteinrichtungen im Rhein-Main-Gebiet. (= Materialien des Instituts für Kulturgeographie, Stadt- und Regionalforschung. Bd. 31). Frankfurt am Main 2000.
- mit Jens Peter Scheller: Stellungnahme zum Gesetzentwurf der Landesregierung für ein Gesetz zur Stärkung der kommunalen Zusammenarbeit und Planung in der Region Rhein-Main (BallungsraumG). (= KSR36. H. 8). Frankfurt am Main 2001.